# 충북예술고등학교
충북예술고등학교(忠北藝術高等學校)는 대한민국 충청북도 청주시 흥덕구 가경동에 위치한 공립 고등학교이다.

## 학교 연혁
- 1989년 10월 5일 : 충청북도 교육위원회 관리 25410-409호로 고등학교 설립목적 변경 인가 - 청주중앙여자고등학교 미술과 1학급 신설
- 1990년 3월 2일 : 청주중앙여자고등학교 미술과 1학급(50명) 입학
- 1990년 6월 1일 : 청주중앙고등학교로 교명 변경
- 1993년 2월 23일 : 충청북도교육청 행정 81412-129호로 학교 명칭(목적·변경) 인가
- 1993년 3월 1일 : 충북예술고등학교로 교명 변경, 개교
- 1993년 12월 20일 : 특수목적고등학교로 지정
- 1994년 2월 15일 : 충북예술고등학교 제1회 졸업식(졸업생 3학급 110명)
- 1998년 10월 26일 : 현 신축교사 이전
- 1999년 5월 23일 : 급식소 및 식당 신축(101.67m2)
- 2000년 10월 6일 : 학칙변경 인가 (음악과 1학급 증설-국악 전공 포함) (총 12학급)
- 2023년 12월 13일 : 제31회 졸업 (졸업생 87명, 졸업생누계 3,268명)
- 2024년 3월 11일 : 신입생 78명 입학(음악 25명, 무용 13명, 미술 40명) 예원학사, 음악관 준공
- 2024년 9월 1일 : 제18대 하태복 교장 부임

## 설치 학과
- 무용과
- 음악과
- 미술과

## 참고 자료
- 충북예술고등학교 - 한국교육학술정보원 학교알리미